# Maintenance corrective curative
La maintenance corrective curative, en abrégé la maintenance curative, est une subdivision de la maintenance corrective, par opposition à ce qu'on appelle la « maintenance corrective palliative », c'est-à-dire le dépannage (ou réparation provisoire). Cette distinction est inconnue chez les auteurs de langue anglaise. Pour ceux-ci, la maintenance curative est synonyme de maintenance corrective (ou correctrice) et s'oppose à la maintenance préventive (angl. preventive maintenance ou preventative maintenance).

## Objectif
Selon Fatime Ly, Zineb Simeu-Abazi et Jean-Baptiste Léger, « La maintenance corrective curative permet de rétablir un matériel ou une entité dans un état spécifié ou de lui permettre d'accomplir une fonction requise. Le résultat des activités réalisées doit présenter un caractère permanent. Elle ne prend en compte que les défaillances dites catalectiques » (c'est-à-dire à la fois soudaines et complètes).

## Applications

### Machines tournantes
Dans le domaine des machines tournantes, la maintenance corrective est fortement liée à la fin de vie d’une machine. 

### Systèmes embarqués
Dans le domaine du logiciel pour systèmes embarqués, elle intervient lorsqu'un logiciel rencontre une panne qui le met en très mauvais état. 

## Source
- Terminologie maintenance : bilan Certaines des traductions en anglais ne sont pas attestées.